# Liste der Sekundarschulen in Nordrhein-Westfalen
In Nordrhein-Westfalen gibt es 110 Sekundarschulen.

## Liste der Schulen
| Schulnummer | Schulform      | Schulname                                                                               | Anschrift                  | PLZ   | Ort                     | Website | Schülerinnen und Schüler | Anm.    |
| ----------- | -------------- | --------------------------------------------------------------------------------------- | -------------------------- | ----- | ----------------------- | ------- | ------------------------ | ------- |
| 196836      | Sekundarschule | Sekundarschule der Gemeinde Alpen                                                       | Fürst-Bentheim-Str. 33     | 46519 | Alpen                   | Website | 310                      | [ 1 ]   |
| 196976      | Sekundarschule | Sekundarschule Anröchte/Erwitte des Schulzweckverbandes Sekundarschule Anröchte/Erwitte | Im Hagen 3                 | 59609 | Anröchte                | Website | 344                      | [ 2 ]   |
| 198020      | Sekundarschule | Agnes-Wenke-Schule                                                                      | Graf-Galen-Str. 6          | 59755 | Arnsberg                | Website | 499                      | [ 3 ]   |
| 198018      | Sekundarschule | Städt. Sekundarschule am Eichholz                                                       | Feauxweg 26-28             | 59821 | Arnsberg                | Website | 486                      | [ 4 ]   |
| 100112      | Sekundarschule | Sekundarschule Ascheberg                                                                | Bahnhofsweg 5              | 59387 | Ascheberg               | Website | 522                      | [ 5 ]   |
| 196988      | Sekundarschule | Hanseschule                                                                             | Wiesbadener Str. 2         | 57439 | Attendorn               | Website | 504                      | [ 6 ]   |
| 197660      | Sekundarschule | Profilschule Fürstenberg                                                                | Haarener Str. 7            | 33181 | Bad Wünnenberg          | Website | 520                      | [ 7 ]   |
| 198225      | Sekundarschule | Sekundarschule Beckum                                                                   | Windmühlenstr. 95          | 59269 | Beckum                  | Website | 437                      | [ 8 ]   |
| 198547      | Sekundarschule | Sekundarschule im Dreiländereck                                                         | Birkenstr. 2               | 37688 | Beverungen              | Website | 485                      | [ 9 ]   |
| 100046      | Sekundarschule | Sekundarschule Königsbrügge                                                             | Fritz-Reuter-Str. 30       | 33604 | Bielefeld               | Website | 506                      | [ 10 ]  |
| 100047      | Sekundarschule | Sekundarschule Gellershagen                                                             | Am Brodhagen 50            | 33613 | Bielefeld               | Website | 503                      | [ 11 ]  |
| 198432      | Sekundarschule | Sekundarschule Bethel                                                                   | Quellenhofweg 44           | 33617 | Bielefeld               | Website | 299                      | [ 12 ]  |
| 199047      | Sekundarschule | Städtische Sekundarschule Blomberg                                                      | Ulmenallee 11              | 32825 | Blomberg                | Website | 471                      | [ 13 ]  |
| 197105      | Sekundarschule | Nelson-Mandela-Schule                                                                   | Stiftstr. 25-29            | 44892 | Bochum                  | Website | 421                      | [ 14 ]  |
| 197117      | Sekundarschule | Rupert-Neudeck-Schule                                                                   | Dr.-C.-Otto-Str. 88        | 44879 | Bochum                  | Website | 335                      | [ 15 ]  |
| 196873      | Sekundarschule | Schule an der Altenau                                                                   | Unter der Burg 3           | 33178 | Borchen                 | Website | 447                      | [ 16 ]  |
| 199590      | Sekundarschule | Sekundarschule Kirchhellen                                                              | Kirchhellener Ring 18      | 46244 | Bottrop                 | Website | 499                      | [ 17 ]  |
| 196903      | Sekundarschule | St. Jacobus Schule                                                                      | Wahnscheider Str. 13-15    | 58339 | Breckerfeld             | Website | 578                      | [ 18 ]  |
| 198778      | Sekundarschule | Heinrich-Lübke-Schule                                                                   | Steinweg 11                | 59929 | Brilon                  | Website | 454                      | [ 19 ]  |
| 199795      | Sekundarschule | Gemeinschaftliche Sekundarschule Burbach-Neunkirchen                                    | Killingstr. 10             | 57299 | Burbach                 | Website | 886                      | [ 20 ]  |
| 100220      | Sekundarschule | Das Forscherhaus Sekundarschule                                                         | Heidestr. 41               | 32257 | Bünde                   |         | 236                      | [ 21 ]  |
| 198365      | Sekundarschule | Städtische Sekundarschule-Süd                                                           | Schillerstr. 11            | 44575 | Castrop-Rauxel          | Website | 161                      | [ 22 ]  |
| 199059      | Sekundarschule | Rachel-Carson-Schule                                                                    | Bahnhofstr. 67             | 41539 | Dormagen                | Website | 598                      | [ 23 ]  |
| 100053      | Sekundarschule | Neue Sekundarschule Dorsten                                                             | Juliusstr. 1               | 46284 | Dorsten                 | Website | 694                      | [ 24 ]  |
| 197178      | Sekundarschule | Teamschule Drensteinfurt                                                                | Sendenhorster Str. 15      | 48317 | Drensteinfurt           | Website | 397                      | [ 25 ]  |
| 199096      | Sekundarschule | Justus-von-Liebig-Schule                                                                | Kalthoffstr. 50            | 47166 | Duisburg                | Website | 862                      | [ 26 ]  |
| 199084      | Sekundarschule | Sekundarschule Am Biegerpark                                                            | Am Ziegelkamp 7            | 47259 | Duisburg                | Website | 793                      | [ 27 ]  |
| 196708      | Sekundarschule | Schule an der Sieg                                                                      | Brückenstr. 60             | 53783 | Eitorf                  | Website | 372                      | [ 28 ]  |
| 197300      | Sekundarschule | Sekundarschule im Walbachtal                                                            | Walbach 1                  | 51766 | Engelskirchen           | Website | 353                      | [ 29 ]  |
| 198043      | Sekundarschule | Sekundarschule Ennepetal                                                                | Amselweg 9                 | 58256 | Ennepetal               | Website | 468                      | [ 30 ]  |
| 198780      | Sekundarschule | Conrad-von-Ense-Schule                                                                  | Willi-Eickenbusch-Str. 3   | 59469 | Ense                    | Website | 437                      | [ 31 ]  |
| 198389      | Sekundarschule | Birger-Forell-Sekundarschule                                                            | Kantstr. 34                | 32339 | Espelkamp               | Website | 558                      | [ 32 ]  |
| 197361      | Sekundarschule | Sekundarschule Am Stoppenberg                                                           | Im Mühlenbruch 47          | 45141 | Essen                   | Website | 926                      | [ 33 ]  |
| 196850      | Sekundarschule | Sekundarschule Nordlippe                                                                | Hackemackweg 25            | 32699 | Extertal                | Website | 443                      | [ 34 ]  |
| 197210      | Sekundarschule | Sekundarschule Hassel                                                                   | Eppmannsweg 34             | 45896 | Gelsenkirchen           | Website | 520                      | [ 35 ]  |
| 198067      | Sekundarschule | Städtische Sekundarschule Geseke                                                        | Auf den Strickern 30       | 59590 | Geseke                  | Website | 497                      | [ 36 ]  |
| 197804      | Sekundarschule | Schule an der Dorenburg                                                                 | Burgweg 32                 | 47929 | Grefrath                | Website | 462                      | [ 37 ]  |
| 198791      | Sekundarschule | Sekundarschule Altenhagen                                                               | Friedensstr. 26            | 58097 | Hagen                   | Website | 462                      | [ 38 ]  |
| 198808      | Sekundarschule | Liselotte-Funcke-Schule                                                                 | Elbersstiege 10            | 58095 | Hagen                   | Website | 471                      | [ 39 ]  |
| 199412      | Sekundarschule | Humboldtschule                                                                          | Humboldtstr. 5             | 58553 | Halver                  | Website | 449                      | [ 40 ]  |
| 199187      | Sekundarschule | Sekundarschule Heek                                                                     | Donaustr. 12               | 48619 | Heek                    | Website | 426                      | [ 41 ]  |
| 100162      | Sekundarschule | Quinoa-Sekundarschule Herne                                                             | Drögenkamp 10              | 44653 | Herne                   | Website | 110                      | [ 42 ]  |
| 197208      | Sekundarschule | Martin-Luther-Schule                                                                    | Martin-Luther-Str. 3       | 45701 | Herten                  | Website | 492                      | [ 43 ]  |
| 197580      | Sekundarschule | Marie-Colinet-Sekundarschule                                                            | Am Holterhöfchen 26        | 40724 | Hilden                  | Website | 454                      | [ 44 ]  |
| 197786      | Sekundarschule | Städtische Sekundarschule Horn-Bad Meinberg                                             | Südholzweg 29              | 32805 | Horn-Bad Meinberg       | Website | 454                      | [ 45 ]  |
| 198651      | Sekundarschule | Sekundarschule Höxter                                                                   | Im Flor 7                  | 37671 | Höxter                  | Website | 315                      | [ 46 ]  |
| 197257      | Sekundarschule | Sekundarschule Jülich                                                                   | Linnicher Str. 67          | 52428 | Jülich                  | Website | 580                      | [ 47 ]  |
| 100108      | Sekundarschule | Jacobischule                                                                            | Weinkamp 14                | 32689 | Kalletal                | Website | 370                      | [ 48 ]  |
| 198468      | Sekundarschule | Priv. Sekundarschule Schloss Varenholz                                                  | Schloß Varenholz           | 32689 | Kalletal                | Website | 149                      | [ 49 ]  |
| 196800      | Sekundarschule | Europaschule Kamp-Lintfort                                                              | Sudermannstr. 4            | 47475 | Kamp-Lintfort           | Website | 497                      | [ 50 ]  |
| 197245      | Sekundarschule | Sekundarschule Kreuzau/Nideggen                                                         | Schulstr. 17               | 52372 | Kreuzau                 | Website | 714                      | [ 51 ]  |
| 198249      | Sekundarschule | Sekundarschule der Stadt Lage                                                           | Friedrichstr. 33           | 32791 | Lage                    | Website | 499                      | [ 52 ]  |
| 100111      | Sekundarschule | Konrad-Zuse-Schule                                                                      | Bentelerstr. 104           | 33449 | Langenberg              | Website | 351                      | [ 53 ]  |
| 199461      | Sekundarschule | Sekundarschule der Stadt Leichlingen                                                    | Am Hammer 1                | 42799 | Leichlingen (Rheinland) | Website | 646                      | [ 54 ]  |
| 198821      | Sekundarschule | Sekundarschule Hundem-Lenne                                                             | Anne-Frank-Platz 1-2       | 57368 | Lennestadt              | Website | 788                      | [ 55 ]  |
| 199527      | Sekundarschule | Sekundarschule Leverkusen                                                               | Neukronenberger Str. 81    | 51381 | Leverkusen              | Website | 501                      | [ 56 ]  |
| 196812      | Sekundarschule | Stadtschule Lübbecke                                                                    | Wiehenweg 35               | 32312 | Lübbecke                | Website | 545                      | [ 57 ]  |
| 199620      | Sekundarschule | Sekundarschule Lüdinghausen                                                             | Tüllinghofer Str. 25       | 59348 | Lüdinghausen            | Website | 803                      | [ 58 ]  |
| 198250      | Sekundarschule | Johannes-Gigas-Schule                                                                   | Am Ramberg 1               | 32676 | Lügde                   | Website | 364                      | [ 59 ]  |
| 198833      | Sekundarschule | Sekundarschule Marsberg                                                                 | Lillers-Str. 18            | 34431 | Marsberg                | Website | 538                      | [ 60 ]  |
| 100022      | Sekundarschule | Sekundarschule Medebach-Winterberg                                                      | Schützenstr. 12            | 59964 | Medebach                | Website | 789                      | [ 61 ]  |
| 198080      | Sekundarschule | Rothensteinschule Sekundarschule                                                        | Schulzentrum Rothenstein 2 | 58540 | Meinerzhagen            | Website | 362                      | [ 62 ]  |
| 100130      | Sekundarschule | Sekundarschule Am Wiehen                                                                | Schülerweg 11              | 32429 | Minden                  | Website | 323                      | [ 63 ]  |
| 100107      | Sekundarschule | Leonardo-da-Vinci-Schule                                                                | Hahner Str. 31             | 51597 | Morsbach                | Website | 414                      | [ 64 ]  |
| 198857      | Sekundarschule | Möhnesee-Schule                                                                         | Hospitalstr. 7             | 59519 | Möhnesee                | Website | 332                      | [ 65 ]  |
| 197063      | Sekundarschule | Lenneschule                                                                             | Holensiepen 5              | 58769 | Nachrodt-Wiblingwerde   | Website | 372                      | [ 66 ]  |
| 197014      | Sekundarschule | Anita-Ruth-Faber-Sekundarschule Netphen                                                 | Steinweg 22                | 57250 | Netphen                 | Website | 435                      | [ 67 ]  |
| 100104      | Sekundarschule | Hönnequellschule                                                                        | Niederheide 3              | 58809 | Neuenrade               | Website | 442                      | [ 68 ]  |
| 196678      | Sekundarschule | Liebfrauenschule                                                                        | Burgstr. 47                | 48301 | Nottuln                 | Website | 394                      | [ 69 ]  |
| 197282      | Sekundarschule | Sekundarschule der Gemeinde Nümbrecht                                                   | Mateh-Yehuda-Str. 5        | 51588 | Nümbrecht               | Website | 616                      | [ 70 ]  |
| 196927      | Sekundarschule | Heinz-Sielmann-Schule                                                                   | Weerthstr. 2               | 33813 | Oerlinghausen           | Website | 590                      | [ 71 ]  |
| 198092      | Sekundarschule | Sekundarschule der Kreisstadt Olpe                                                      | Quellenweg 6-10            | 57462 | Olpe                    | Website | 843                      | [ 72 ]  |
| 197129      | Sekundarschule | Sekundarschule Olsberg-Bestwig                                                          | Am Schwesternheim 5        | 59939 | Olsberg                 | Website | 395                      | [ 73 ]  |
| 199965      | Sekundarschule | Josef-Annegarn-Sekundarschule                                                           | Hanfgarten 18              | 48346 | Ostbevern               | Website | 509                      | [ 74 ]  |
| 197233      | Sekundarschule | Leonardo-da-Vinci Sekundarschule Overath                                                | Perenchiesstr. 3           | 51491 | Overath                 | Website | 570                      | [ 75 ]  |
| 197993      | Sekundarschule | Städtische Sekundarschule Petershagen                                                   | Bultweg 23                 | 32469 | Petershagen             | Website | 757                      | [ 76 ]  |
| 197932      | Sekundarschule | Städtische Sekundarschule Preußisch Oldendorf                                           | Offelter Weg 21            | 32361 | Preußisch Oldendorf     | Website | 390                      | [ 77 ]  |
| 199898      | Sekundarschule | Sekundarschule Radevormwald                                                             | Hermannstr. 21             | 42477 | Radevormwald            | Website | 502                      | [ 78 ]  |
| 198961      | Sekundarschule | Städtische Sekundarschule Rahden                                                        | Freiherr-vom-Stein-Str. 3  | 32369 | Rahden                  | Website | 641                      | [ 79 ]  |
| 198286      | Sekundarschule | Sekundarschule Hohe Mark Schule                                                         | Wilhelmstr. 21             | 48734 | Reken                   | Website | 393                      | [ 80 ]  |
| 198122      | Sekundarschule | Nelson-Mandela-Schule                                                                   | Ewaldstr. 8                | 42859 | Remscheid               | Website | 457                      | [ 81 ]  |
| 198316      | Sekundarschule | Alexander von Humboldt Schule                                                           | Hassenbrockweg 40          | 48432 | Rheine                  | Website | 446                      | [ 82 ]  |
| 198304      | Sekundarschule | Nelson-Mandela-Schule                                                                   | Wihostr. 101               | 48429 | Rheine                  | Website | 451                      | [ 83 ]  |
| 198330      | Sekundarschule | Paulus van Husen-Schule                                                                 | Droste-Hülshoff-Weg 20     | 48720 | Rosendahl               | Website | 389                      | [ 84 ]  |
| 199102      | Sekundarschule | Priv. Sekundarschule Hugo Stern                                                         | Schlangenpfad 15           | 59602 | Rüthen                  | Website | 313                      | [ 85 ]  |
| 197180      | Sekundarschule | Sekundarschule Sassenberg                                                               | Im Herxfeld 5              | 48336 | Sassenberg              | Website | 444                      | [ 86 ]  |
| 199199      | Sekundarschule | Sekundarschule Horstmar-Schöppingen                                                     | Bergstiege 3               | 48624 | Schöppingen             | Website | 500                      | [ 87 ]  |
| 198870      | Sekundarschule | Selma-Lagerlöf-Sekundarschule Selm                                                      | Südkirchener Str. 16       | 59379 | Selm                    | Website | 566                      | [ 88 ]  |
| 199990      | Sekundarschule | Freie Christl. Schule Siegen Kaan-Marienborn                                            | Augärtenstr. 15            | 57074 | Siegen                  | Website | 298                      | [ 89 ]  |
| 197701      | Sekundarschule | Sekundarschule Nordeifel                                                                | Walter-Bachmann-Str. 40    | 52152 | Simmerath               | Website | 672                      | [ 90 ]  |
| 199450      | Sekundarschule | Sekundarschule Soest                                                                    | Troyesweg 4                | 59494 | Soest                   | Website | 550                      | [ 91 ]  |
| 197968      | Sekundarschule | Städtische Sekundarschule Central                                                       | Guntherstr. 27             | 42653 | Solingen                | Website | 347                      | [ 92 ]  |
| 198754      | Sekundarschule | Stemweder-Berg-Schule                                                                   | Am Schulzentrum 10-14      | 32351 | Stemwede                | Website | 410                      | [ 93 ]  |
| 196770      | Sekundarschule | Städt. Sekundarschule Straelen                                                          | Fontanestr. 5              | 47638 | Straelen                | Website | 457                      | [ 94 ]  |
| 197944      | Sekundarschule | Sekundarschule an der Marienlinde                                                       | August-Winkhaus-Str. 4     | 48291 | Telgte                  | Website | 582                      | [ 95 ]  |
| 198390      | Sekundarschule | CJD Christophorusschule-Sekundarschule                                                  | Schützenstr. 4             | 33775 | Versmold                | Website | 526                      | [ 96 ]  |
| 196848      | Sekundarschule | Weser-Sekundarschule der Stadt Vlotho                                                   | Jägerortstr. 30            | 32602 | Vlotho                  | Website | 435                      | [ 97 ]  |
| 198274      | Sekundarschule | Sekundarschule an der Berkel der Stadt Vreden                                           | Schulstr. 5                | 48691 | Vreden                  | Website | 763                      | [ 98 ]  |
| 198195      | Sekundarschule | Sekundarschule Wadersloh                                                                | Winkelstr. 13              | 59329 | Wadersloh               | Website | 475                      | [ 99 ]  |
| 197609      | Sekundarschule | Sekundarschule Warburg mit Teilstandort Borgentreich                                    | Stiepenweg 5               | 34414 | Warburg                 | Website | 814                      | [ 100 ] |
| 198882      | Sekundarschule | Sekundarschule der Stadt Warstein                                                       | Pietrapaola-Platz 4        | 59581 | Warstein                | Website | 440                      | [ 101 ] |
| 197038      | Sekundarschule | Sälzer-Sekundarschule der Stadt Werl                                                    | Kucklermühlenweg 43        | 59457 | Werl                    | Website | 473                      | [ 102 ] |
| 198948      | Sekundarschule | Sekundarschule Wermelskirchen                                                           | Wirtsmühler Str. 12        | 42929 | Wermelskirchen          | Website | 393                      | [ 103 ] |
| 197130      | Sekundarschule | Marga-Spiegel-Sekundarschule                                                            | Bahnhofstr. 1              | 59368 | Werne                   | Website | 767                      | [ 104 ] |
| 197026      | Sekundarschule | Schule am See                                                                           | Wilhelmstr. 35             | 58300 | Wetter (Ruhr)           | Website | 417                      | [ 105 ] |
| 197051      | Sekundarschule | Sekundarschule Wickede (Ruhr)                                                           | Ludgerusstr. 1             | 58739 | Wickede (Ruhr)          | Website | 258                      | [ 106 ] |
| 197725      | Sekundarschule | Sekundarschule der Stadt Wiehl                                                          | Weierhofweg 22             | 51674 | Wiehl                   | Website | 674                      | [ 107 ] |
| 199862      | Sekundarschule | Eggeschule Sekundarschule der Stadt Willebadessen                                       | Schützenweg 1              | 34439 | Willebadessen           | Website | 395                      | [ 108 ] |
| 100170      | Sekundarschule | BAO-Bildungs-Alternative-Oberberg                                                       | Weyerbuscher Str. 47       | 51570 | Windeck                 | Website | 50                       | [ 109 ] |
| 197981      | Sekundarschule | Schule am Berg                                                                          | Bergstr. 20                | 42489 | Wülfrath                | Website | 428                      | [ 110 ] |

## Liste der ehemaligen Sekundarschulen
Die nachfolgende Übersicht ist nicht vollständig:
| Schulnummer | Schulform      | Schulname                          | Anschrift              | PLZ   | Ort              | Website | Jahr der Auflösung | Anm.    |
| ----------- | -------------- | ---------------------------------- | ---------------------- | ----- | ---------------- | ------- | ------------------ | ------- |
| 197191      | Sekundarschule | Städtische Sekundarschule Ahlen    | Sedanstr. 54           | 59227 | Ahlen            |         |                    | [ 111 ] |
| 196897      | Sekundarschule | Friedrich-Althoff-Schule           | Riemenschneiderstr. 12 | 46539 | Dinslaken        |         |                    | [ 112 ] |
| 196782      | Sekundarschule | Rosa-Parks-Schule                  | Berliner Ring 5a       | 40789 | Monheim am Rhein | Website | 2024               | [ 113 ] |
| 197166      | Sekundarschule | Friedensreich-Hundertwasser-Schule | Tilbecker Str. 24-26   | 48161 | Münster          | Website | 2025               | [ 114 ] |